# Agathe de La Fontaine
Agathe de La Fontaine (Parigi, 27 marzo 1972) è un'attrice francese.

## Biografia
Tra i suoi film vanno menzionati Train de vie - Un treno per vivere (1998), che ha diviso la vittoria, nella categoria World Cinema Audience Award del Sundance Film Festival del 1999 con Lola corre, 9 settimane e ½ - La conclusione, il sequel di 9 settimane e ½, e Io amo Andrea, diretto da Francesco Nuti. Ha interpretato inoltre il personaggio di Angelica in Fantaghirò 4, miniserie televisiva di genere fantastico diretta da Lamberto Bava.

## Vita privata
È stata sposata con Emmanuel Petit, calciatore francese e campione del mondo nel 1998. Ha una figlia, Zoè, nata il 23 marzo 2002.